# Prjaniki
Prjániki (rusko пря́ник, množina пря́ники) so tradicionalna ruska sladica.

## O prjanikih
Prjaniki so zelo stare sladice, ki izhajajo še iz časa Kijevske Rusije (9-10. st.), ko so jih imenovali »medeni kruh« (медòвый хлеб), saj so tedaj kot sladilo še uporabljali med. 
Kasneje, ko se je odprl trg z Orientom, pa so v maso dodali tudi različne začimbe (npr. ingver, cimet) in tako so to sladico preimenovali v prjanike. Najznamenitejši so bili prjaniki iz Tule, na jugu Moskve. 
Prjanike so pekli ob posebnih priložnostih (poroka, sloves), pa tudi sicer. Lahko so bili ročno oblikovani, rezljani ali tiskani na posebno oblikovanih lesenih tablicah.